# Léon-Paul-Joseph Robert
Pour les articles homonymes, voir Paul Robert et Robert.
Ne doit pas être confondu avec Paul Robert ou Léo-Paul Robert.
Léon-Paul-Joseph Robert né le 27 juin 1849 à Bagneux et mort à Alger le 21 septembre 1888 est un peintre français.
Il fut proche un temps du cercle de Paul Cézanne.

## Biographie
Prénommé « Joseph Léon Paul », il est né le 27 juin 1849 à Bagneux, de Joseph Alphonse Robert, 28 ans, avoué au tribunal de première instance de la Seine, et d'Antoinette Clothilde Adélaïde Marmand, 27 ans ; l'enfant est né dans la maison de campagne du couple qui réside à Paris, 6 rue du Gros Chenet. On sait actuellement peu de choses sur cet artiste qui semble avoir disparu de la scène artistique parisienne après 1883,,.
Ses maîtres sont Léon Bonnat et Pierre Puvis de Chavannes.
Le 22 février 1870, Antoine Guillemet, depuis Saint-Raphaël, écrit à Émile Zola, qui se trouve à Paris et lui demande des nouvelles de leurs amis peintres communs, à savoir Robert, Paul Cézanne, Édouard Manet et Armand Guillaumin. Cet échange épistolaire laisse entendre que tous ces hommes étaient assez intimes à la toute fin du Second Empire,.
On sait par ailleurs que Robert se trouve témoin du siège de Paris et des événements de la Commune : il exécute en effet d'après nature une grande toile représentant la statue en bronze de Napoléon Ier qui se trouvait au sommet de la colonne Vendôme, renversée le 8 mai 1871, et surveillée par un soldat, dans un style réaliste, assez proche de Manet.
On retrouve Robert exposant avec un groupe de peintres en avril-mai 1874 dans l'atelier de Nadar à Paris : cet événement sera appelé par la critique la Première exposition des peintres impressionnistes. Robert y montre une toile et deux aquarelles. Il semble avoir été invité par la Société anonyme des artistes peintres, sculpteurs et graveurs par l'intermédiaire de Guillaumin, ou du moins par des proches du Groupe des Batignolles. À cette époque, Robert dit habiter 12, rue Linné et passer du temps à Barbizon,.
Robert expose ensuite, chaque année, entre 1879 et 1883, au Salon de Paris. Les catalogues indiquent que son adresse parisienne est 16, rue de Navarin.
Il est probable que Robert soit mort à Alger le 21 septembre 1888, comme en témoigne une tombe portant ses prénoms et son nom, située à Paris au cimetière du Père-Lachaise.

## Œuvre

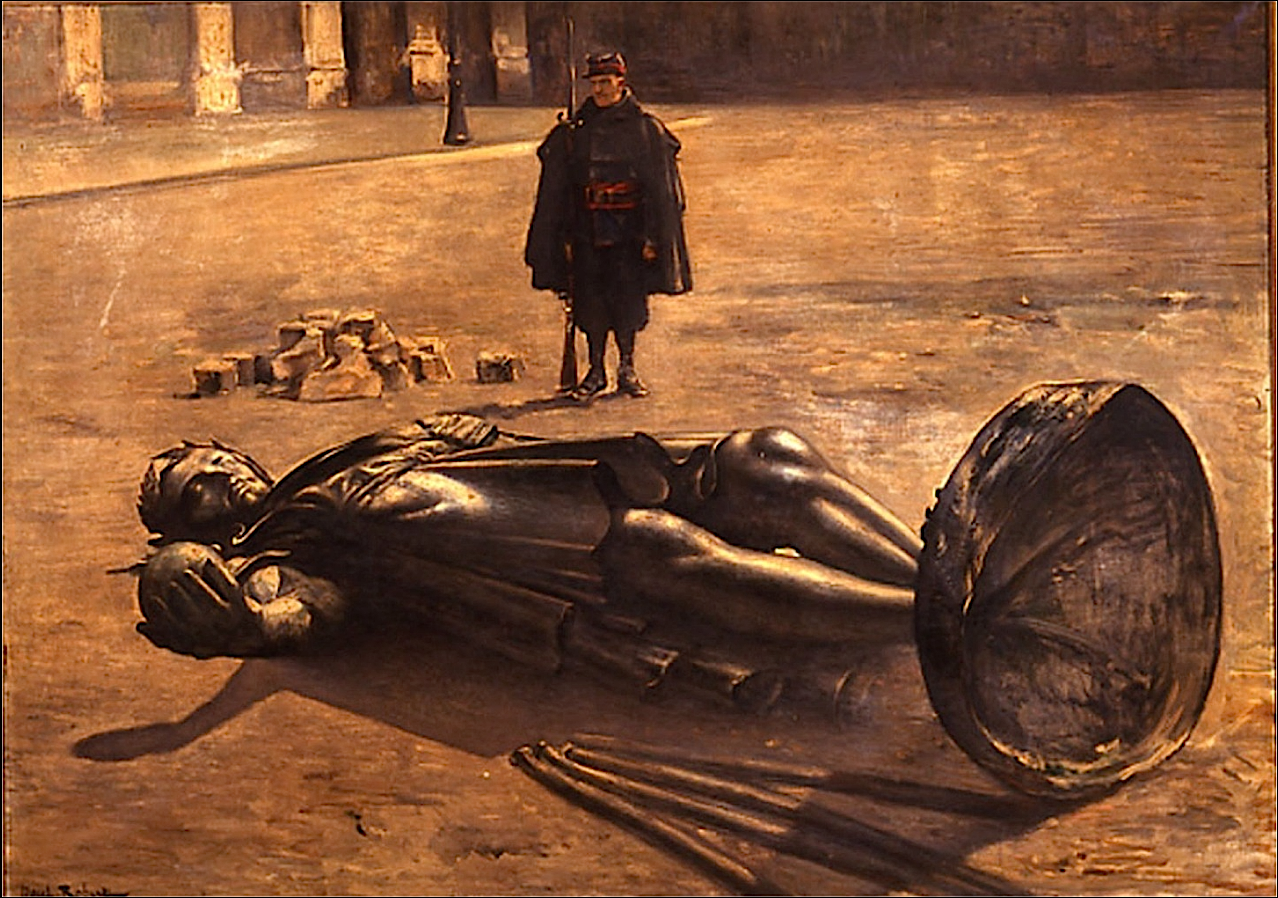
La Colonne Vendôme renversée (1871), Saint-Denis, musée d'Art et d'Histoire Paul Éluard.

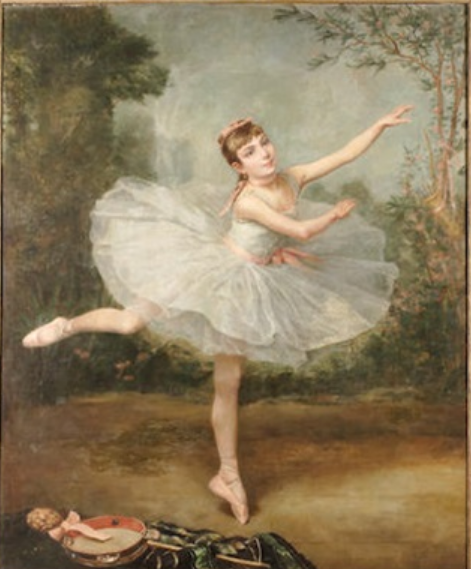
L'Entrée dans la danse, Salon de 1880, localisation inconnue.

Robert étant un patronyme fort répandu, le peintre est souvent confondu avec certains de ces contemporains également artistes comme le Français Paul Robert (1857-1925) ou le Suisse Léo-Paul Robert.
Il signait ses travaux « Paul Robert », puis « P. J. Robert ».

### Collections publiques
- Rouen, musée national de l'Éducation : À l'école, gravure sur bois de Frederick Kemplen d'après Léon-Paul-Joseph Robert, publiée dans La Famille (vers 1890)[10].
- Saint-Denis, musée d'Art et d'Histoire Paul Éluard : La Colonne Vendôme renversée, 1871, huile sur toile, 100 × 140 cm.

### Expositions
- Exposition à Paris aux Ateliers Nadar, 1874 :
  - Jeunes filles dans les foins en fleurs, huile sur toile ;
  - deux aquarelles sous cadre.
- Salon de 1879 : La Présentation à la supérieure, huile sur toile[11].
- Salon des artistes français :
  - 1880[12] :
    - L’Entrée dans la danse, huile sur toile, 180 × 150 cm ;
    - Au cloître, huile sur toile, 52 × 33 cm.

  - 1881[13] :  Portrait de Mlle ***, huile sur toile.
  - 1882[14] :  Avant la leçon, huile sur toile.
  - 1883[15] :
    - À l'école, huile sur toile ;
    - La Leçon de danse, huile sur toile.